# Pebago
Pebago ist ein Ortsteil des osttimoresischen Ortes Cassa im Suco Cassa (Verwaltungsamt Ainaro, Gemeinde Ainaro).

## Geographie und Einrichtungen
Pebago bildet den nördlichen Teil von Cassa, dem Hauptort des gleichnamigen Sucos. Pebago befindet sich in der Aldeia Boltama, in einer Meereshöhe von 114 m. Durch Pebago führt die Überlandstraße die Cassa mit der Gemeindehauptstadt Ainaro im Norden verbindet. Östlich fließt der Belulik, der Grenzfluss zum Suco Leolima.
In Pebago befinden sich eine Grundschule, ein Hospital und der Sitz des Sucos. Der Friedhof von Cassa liegt nördlich an der Überlandstraße. Nach Westen führt eine kleine Straße in die Aldeia Civil und dem Dorf Munoboi.